# The Veronicas
The Veronicas — австралійський дівчачий поп-дует із Брисбену, що сформувався у 2004 сестрами близнюками Лісою та Джессікою Орігліассо. Додатково до вокалу, Ліса є піаністкою гурту, а Джессіка — гітаристкою.
У 2005 дует випустив дебютний студійний альбом «The Secret Life of...», який досяг другого місця австралійського чарту Australian Album Chart і отримав чотири платинові сертифікації від австралійської компанії ARIA, продаючи на території Австралії понад 280,000 копій.
У 2007 вийшов другий студійний альбом «Hook Me Up», який також досяг другого місця австралійського чарту і отримав дві платинові сертифікації від ARIA. Після довготривалої перерви, у 2014 вийшов третій студійний альбом «The Veronicas».

## Дискографія
- The Secret Life Of... (2005)
- Hook Me Up (2007)
- The Veronicas (2014)
- Godzilla (2021)
- Human (2021)

## Турне
- Revolution Tour (2006)
- Hook Me Up Tour (2007)
- Revenge Is Sweeter Tour (2009)
- Pre Third Album Tour (2011–2012)[1][2]
- Sanctified Tour (2015)